# Neagu Djuvara
Neagu Djuvara (Bukarest, 1916. augusztus 31. – Bukarest, 2018. január 25.) román történész, diplomata, író.

## Élete
Aromán származású arisztokrata családban született, amely a 18. század végén telepedett le Romániában, és amelynek több tagja neves politikus, diplomata és egyetemi tanár lett. Apja, Marcel Djuvara, aki évfolyamelsőként végzett a berlini műegyetemen, és a román hadseregben volt hadmérnök, az 1918-as spanyolnáthajárvány során hunyt el. Anyja, Tinca Grădișteanu, munténiai bojárcsaládból származott.
Neagu Djuvara Párizsban tanult, 1937-ben a Sorbonne-on szerzett bölcsészdiplomát, 1940-ben pedig jogi doktorátust. 1941. június és november között tartalékos kadétként részt vett a besszarábiai és transznisztriai hadjáratban, és Odessza mellett megsebesült. 1943-tól versenyvizsgával a külügyminisztériumba került, és 1944. augusztus 23-án reggel Stockholmba küldték a Szovjetunióval folytatott béketárgyalások ügyében. A Sănătescu-kormány kinevezte a stockholmi kirendeltség vezetőjének, így Svédországban maradt 1947 szeptemberéig, amikor a minisztérium kommunista vezetés alá került. Az 1947 őszén kezdődött politikai perekben érintettként úgy döntött, hogy nem tér vissza az országba, és 1961-ig a román emigráció különböző szervezeteiben tevékenykedett (a román menekülteket támogató bizottság elnöke, újságírás, Szabad Európa Rádió, az I. Károly Egyetemi Alapítvány főtitkára).
1961-ben Nigerbe költözött, ahol huszonhárom éven át a nigeri külügyminisztérium diplomáciai és jogi tanácsadójaként dolgozott. Ezzel párhuzamosan nemzetközi jogot és gazdaságtörténetet adott elő a niameyi egyetemen.
Közben újrakezdte filozófiai tanulmányait a Sorbonne-on, és 1972 májusában Raymond Aron tanítványaként államvizsgát tett egy történelemfilozófiai értekezéssel; utóbb a párizsi INALCO-n (Institut national des langues et civilisations orientales) is diplomát szerzett. 1984-től a párizsi Román Ház főtitkáraként tevékenykedett 1989 decemberéig, ezt követően visszatért Romániába. 1991 és 1998 között a Bukaresti Egyetem külső professzora volt.
Temetési szertartását – kifejezett kérésének megfelelően – a román görögkatolikus egyház bukaresti püspöke celebrálta a Nagy Szent Vazul-székesegyházban 2018. január 28-án.

## Történészi munkássága
Neagu Djuvara elsősorban Románia történelme és a román nép történelme tárgykörében publikált. Könyveinek jelentős része történelemfilozófiai jellegű, amelyekben a történetírás objektivitásának kérdésével foglalkozik.
Djuvara véleménye szerint folytatni kell a románok történelmével kapcsolatos kutatásokat, mivel a két világháború közötti és kommunista időszakbeli történetírás minősége megkérdőjelezhető, és a történelem egyes részeit politikai célok érdekében túlhangsúlyozták vagy elhallgatták. Djuvara hipotézisei (mint például a középkori román államalakulatok kun eredete) számos vitára adtak alkalmat, és egyesek szerint aláaknázzák a román nemzeti identitást.
Neagu Djuvara számos könyvében Románia és Európa kapcsolatát elemezte, és az országot politikai és kulturális szempontból Kelet és Nyugat között helyezte el, amely „az utolsóként lépett be abba, amit európai koncertnek neveznek.” Ezzel nem annyira Románia 2007-es EU-csatlakozására utalt, mint inkább az ország nyugati típusú politikai orientációjára. A multikulturalizmussal szemben szkeptikus álláspontot képviselt, és károsnak tartotta az Európai Unió stabilitása szempontjából.
Ugyanakkor kritizálta a román politika túlzott engedékenységét a Nyugattal szemben, azt sugallva, hogy a román társadalom és kultúra nem nyugati jellegű, és az ortodox hittel, a román nyelv nem latin eredetű elemeivel, illetve az utóbbi évszázadok történetével érvelt.
Írt az általa "amerikai hegemóniának" nevezett jelenségről és ennek előfeltételeiről, elemezve az Amerikai Egyesült Államok világpolitikai, azon belül európai befolyását. Djuvara szerint az Egyesült Államok törekvése, hogy valami hegemóniára hasonló dolgot teremtsen meg Európában és a világ többi részén, olyan mint egy „hetvenhét éves háború” a 20. században.
Neagu Djuvarát a történelem népszerűsítőjének és demitizálójának is tartják. Több könyvet írt fiatalok számára, valamint olyan könyveket, amelyekben egyes mitológiai alakok, például Drakula vagy Negru Vodă történelmi gyökereinek magyarázatára tesz kísérletet. Emlékirataiban párizsi és niameyi száműzetésének éveit írta le.

## Kitüntetései
A iași-i „A.D. Xenopol” Történelmi Intézet és a bukaresti „N. Iorga” Történelmi Intézet tiszteletbeli tagja volt. A Hűséges Szolgálat érdemrend nagykeresztjével tüntették ki, és az Ordre des Arts et des Lettres tisztje lett. 2012. október 30-án a Bukaresti Egyetem, 2012. december 5-én a Galați-i Alsó-dunai Egyetem díszdoktorává avatták. 2017. március 15-én nyugalmazott dandártábornokká nevezték ki.
- 2016-ban a Románia Csillaga érdemrend lovagi címével tüntették ki.[19]
- 2016. augusztus 25-én 100. születésnapja alkalmából Bukarest díszpolgára lett.[20]

## Kritikák
Noha egyes elméleteit a román történészek többsége nem fogadja el, Neagu Djuvara egyike volt a 20. század legjelentősebb román történészeinek, aki bátorította a román történelem és általában a történelem kritikai szemléletét. A nemzeti történelem dicsőítésével kapcsolatos nézeteit számos romániai nacionalista politikus kritizálta, és románellenesnek minősítette.
Több kortárs történész kétségbe vonta elméleteit és történészi mivoltát, és amatőrnek nevezte. Ugyanakkor történészi tanulmányait és történetfilozófiai doktorátusát nem vonták kétségbe. Művei nagy népszerűségnek örvendenek Romániában.

## Művei
- Le droit roumain en matière de nationalité, Paris, 1940
- Démétrius Cantemir, philosophe de l'Histoire, în Revue des études roumaines, Paris, 1973
- Civilisations et lois historiques, Essai d'étude comparée des civilisations, Mouton, Paris – Haga, 1975
- Între Orient și Occident. Țările române la începutul epocii moderne, Humanitas, 1995
- O scurtă istorie a românilor povestită celor tineri, seria Istorie, Humanitas, 1999
- Cum s-a născut poporul român, seria Humanitas Junior, 2001
- Mircea cel Bătrân și luptele cu turcii, seria Humanitas Junior, Humanitas, 2001
- De la Vlad Țepeș la Dracula vampirul, Humanitas, 2003
- Însemnările lui Georges Milesco: roman autobiografic 2004
- Există istorie adevărată?, Humanitas, 2004
- Amintiri din pribegie, Humanitas, 2005
- Thocomerius – Negru Vodă. Un voivod cuman la începuturile Țării Românești, Humanitas, 2007
- Războiul de șaptezeci și șapte de ani și premisele hegemoniei americane (1914 – 1991). Eseu de istorie-politologie, Humanitas, 2008
- Amintiri și povești mai deocheate, Humanitas, 2009
- Ce-au fost „boierii mari“ în Țara Românească? Saga Grădiștenilor (secolele XVI–XX), Humanitas, 2010
- Răspuns criticilor mei și neprietenilor lui Negru Vodă, Humanitas, 2011
- Misterul telegramei de la Stockholm din 23 august 1944 și unele amănunte aproape de necrezut din preajma dramaticei noastre capitulări, Humanitas, 2012
- O scurtă istorie ilustrată a românilor, Humanitas, 2013
- Trecutul este viu. Filip-Lucian Iorga în dialog cu Neagu Djuvara, Humanitas, 2014

### Magyarul
- A románok rövid története; ford. Horváth Andor; Koinónia, Kolozsvár, 2010
- Lehet-e igaz a történetírás?; ford. Rostás Péter István; Koinónia, Kolozsvár, 2017

## Fordítás
- Ez a szócikk részben vagy egészben  a   Neagu Djuvara című román Wikipédia-szócikk ezen változatának fordításán alapul.  Az eredeti cikk szerkesztőit annak laptörténete sorolja fel. Ez a jelzés csupán a megfogalmazás eredetét és a szerzői jogokat jelzi, nem szolgál a cikkben szereplő információk forrásmegjelöléseként.